# Великопілля
Великопі́лля — село в Україні, у Горохівській сільській громаді Баштанського району Миколаївської області. Населення становить 201 особу.

## Населення

### Мова
Розподіл населення за рідною мовою за даними перепису 2001 року:
| Мова       | Кількість | Відсоток |
| ---------- | --------- | -------- |
| українська | 188       | 93.53%   |
| російська  | 13        | 6.47%    |
| Усього     | 201       | 100%     |